# Chiesa di San Bernardo di Chiaravalle (Roma)
La chiesa di San Bernardo da Chiaravalle è un luogo di culto cattolico di Roma, posta nel quartiere Prenestino-Centocelle.

## Storia e descrizione
Fu costituita come vicecura il 1 ottobre del 1974 ed elevata a parrocchia il 10 novembre 1978 con decreto del Cardinale Vicario Ugo Poletti. La costruzione della chiesa venne iniziata nel 1989 su progetto dell'architetto Luigi Leoni e di padre Costantino Ruggeri. La chiesa fu consacrata dal Cardinale Vicario Camillo Ruini il 14 novembre 1993.
La chiesa ha una forma a scendere verso l'altare, che viene costantemente illuminato dalle vetrate che avvolgono l'intera struttura. Il tabernacolo, che fino al 2009 si trovava all'interno dell'altare, ora si trova in una nicchia nei pressi dell'entrata. Al di sotto dell'edificio vi è posta una cappella contenente un altare in marmo e un crocifisso ligneo.
L'organo a canne venne costruito dalla ditta Tamburini nel 1992; a trasmissione elettrica, dispone di 21 registri su due manuali e pedale, per un totale di circa 1600 canne.